# Clusia alainii
Clusia alainii là một loài thực vật có hoa trong họ Bứa. Loài này được Borhidi mô tả khoa học đầu tiên năm 1971.